# Orectogyrus walterrossii
Orectogyrus walterrossii là một loài bọ cánh cứng trong họ van Gyrinidae. Loài này được Franciscolo & Sanfilippo miêu tả khoa học năm 1986.